# 자오화지

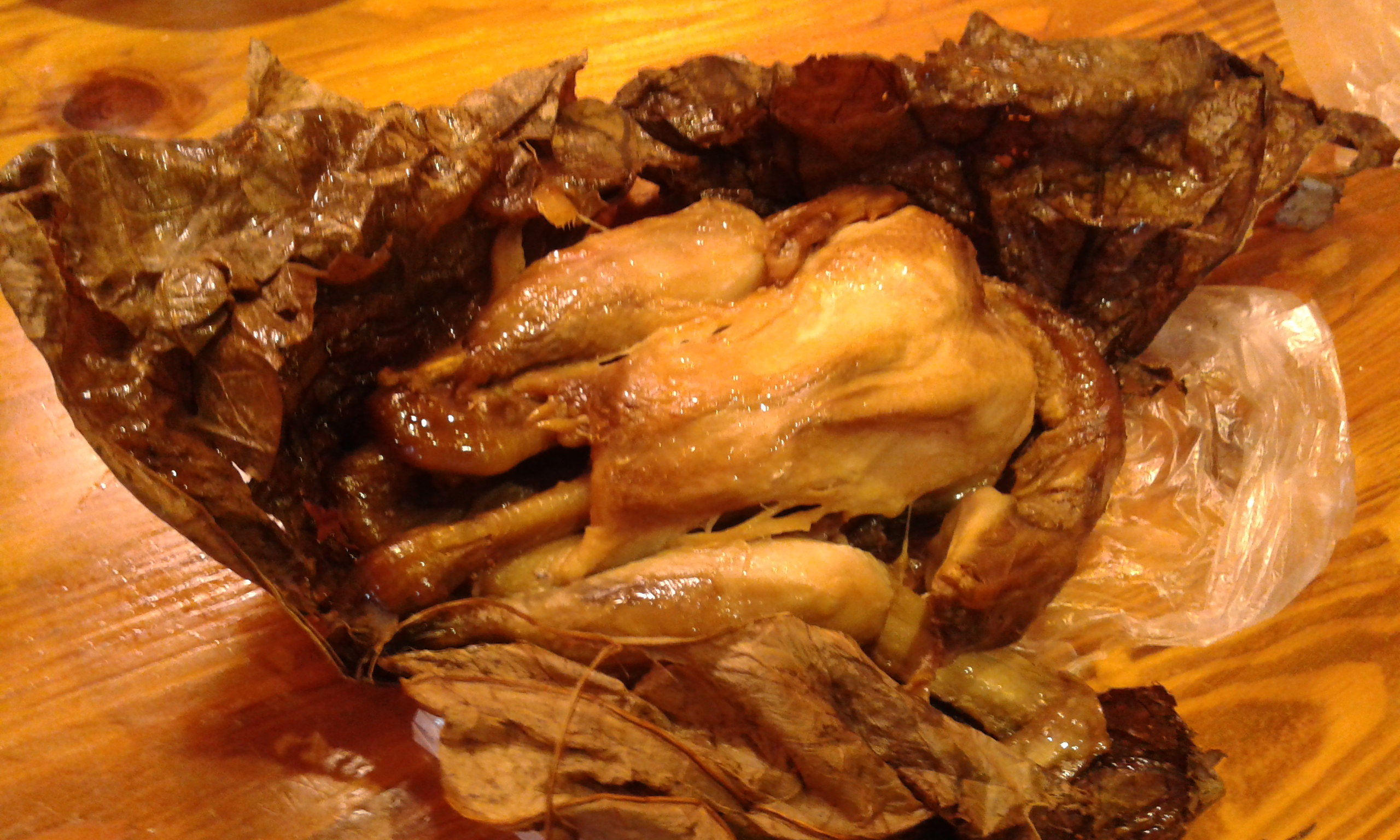
연잎으로 싼 닭고기

자오화지(중국어 간체자: 叫化鸡, 병음: jiào huà jī)는 거지가 만든 닭이라는 뜻으로, 연잎으로 닭을 감싸 진흙을 발라 불에 천천히 구운 후 딱딱해진 진흙을 깬 후 그 안에 든 닭을 꺼내먹는 중국 항저우의 요리이다.
거지가 만들었다고 하여 '자오화지' 라는 이름이 붙었지만, 거지가 만든 닭을 부귀한 사람이 먹는다고 하여 '푸구이지'(부귀닭) 라는 이름도 붙게 되었다.

## 유래
중국의 한 지역에서 닭을 얻게 된 거지가 닭을 조리할 도구가 없어 흔히 있는 연잎으로 닭을 감싸, 진흙을 발라 구워 먹은 것이 자오화지의 시작이다.
그 후 청나라 황제 건륭제와 그의 심복들이 암행중 밤이 너무 늦어 숙소를 찾지 못하여 노숙을 하게 되어 모닥불을 피워 놓았다. 그리고 모두 잠을 청하려 하는데 어디선가 난데없이 닭고기 익는 냄새가 났다. 그 냄새의 진원지를 찾았더니 뜻밖에 모닥불 아래에서 나오고 있었다. 건륭제의 심복들은 곧바로 그곳을 파보니 황토흙에 싸여 있는 닭이 모닥불에 익혀지고 있었다. 그리고 그 닭을 먹은 건륭제와 심복들은 자오화지를 매우 칭찬하였고 자오화지가 알려지게 되었다.